# Beljevina
Beljevina – wieś w Chorwacji, w żupanii osijecko-barańskiej, w gminie Đurđenovac. W 2011 roku liczyła 712 mieszkańców.